# Kolanoot

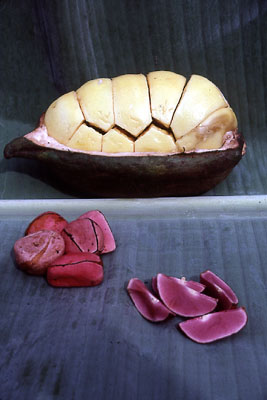
Kolanoot. Geopende vrucht met de in een witte zaadhuid gehulde zaden, en (onder) de zaden zonder zaadhuid - de verhandelde 'kolanoot' -, heel en in de samenstellende zaadlobben gespleten.

De kolanoot is het zaad van een boom die meestal zal behoren tot Cola acuminata (zie het geslacht Cola). De kolanoot is vooral bekend omdat ze gebruikt werd (en misschien nog wordt) in Coca-Cola.

## Geschiedenis van het gebruik
Het gebruik van de kolanoot is net als het gebruik van koffie en thee een historische aangelegenheid. In veel West-Afrikaanse culturen wordt de noot gebruikt als verkwikker en om het hongergevoel te onderdrukken. Tevens wordt de noot gebruikt in ceremonies, waarin de noot wordt aangeboden aan gasten.
In 1911 verkreeg de kolanoot grote bekendheid door de inbeslagname van een veertigtal vaten kolanoten en een twintigtal vaatjes Coca-Colasiroop door de Amerikaanse overheid, die beweerde dat de cafeïne in de drank zeer schadelijk zou zijn voor de gezondheid. Op 13 maart in dat jaar spande de Amerikaanse staat een rechtszaak aan tegen Coca-Cola, hopende dat het bedrijf de cafeïne zou verwijderen uit haar dranken. In het proces werden door de staat beweringen gedaan, inhoudende dat het overmatige gebruik van Coca-Cola op een school heeft geleid tot "wilde nachtelijke uitbarstingen, het breken van het schoolbeleid en zelfs onzedelijkheden". Alhoewel de rechter Coca-Cola in het gelijk stelde, werden er toch twee wetten aangenomen in 1912 die cafeïne op een lijst met stoffen plaatste die kunnen leiden tot verslaving en schade aan de gezondheid. Zodoende werd het verplicht om op het etiket van een product te vermelden of er cafeïne in zit.

## Gebruik
De kolanoot heeft een bittere smaak en bevat cafeïne. Het veelvuldig kauwen van de noot kan leiden tot verkleuring van de tanden. Vooral in West-Afrika wordt de noot gebruikt vanwege de stimulerende eigenschappen. Afrikaanse moslims gebruiken de noot ter vervanging van alcohol. Onder de jeugd verliest de noot aan populariteit.
Vroeger werd de kolanoot gebruikt om frisdranken mee te maken; tegenwoordig wordt dit nauwelijks meer gedaan vanwege de toevoeging van kunstmatige kleur- en smaakstoffen. Er bestaat enige speculatie rond de vraag of de kolanoot een bestanddeel vormt van de huidige Coca-Cola.
Een ander gebruik van de kolanoot is de behandeling van mensen met astma. De cafeïne zorgt ervoor dat de luchtwegen verder open komen te staan wat het ademen vergemakkelijkt.

## Farmaceutisch gebruik
De kolanoot wordt voornamelijk gebruikt omwille van de stimulerende eigenschappen en het vermogen euforische gevoelens op te wekken. De effecten zijn vergelijkbaar met andere xanthine-bevattende kruiden zoals cacao, thee, koffie, guarana en yerba mate. Het gevoel van euforie en welzijn is bij het gebruik van de kolanoot echter wel iets heviger. Er treedt bij gebruik ook een stimulerend effect op in het zenuwstelsel en het hart. Dierproeven hebben aangetoond dat kolanoten ook een vetverbrandende functie hebben en de uitscheiding van maagsappen bevorderen. Na gebruik is in het menselijk lichaam sprake van een ietwat verhoogde hartslag. Het bevordert alertheid, het gevoel van opgewektheid, een verbetering van de stemming, gevoeligheid voor aanraking, de onderdrukking van het hongergevoel en in sommige gevallen doet de kolanoot dienst als een afrodisiacum. Langdurig gebruik kan leiden tot een verhoogde hartslag, verhoogde bloeddruk en een verhoogde transpiratie. De effecten kunnen tot zes uur na inname aanwezig blijven.